# Daund
Daund ist eine Stadt im indischen Bundesstaat Maharashtra.
Die Stadt ist Teil des Distrikts Pune. Daund hat den Status eines Municipal Council. Die Stadt ist in 23 Wards gegliedert. Sie hatte am Stichtag der Volkszählung 2011 insgesamt 54.493 Einwohner, von denen 25.117 Männer und 24.333 Frauen waren. Hindus bilden mit einem Anteil von ca. 71 % die größte Gruppe der Bevölkerung in der Stadt gefolgt von Muslimen mit ca. 18 % und Christen mit ca. 7 %. Die Alphabetisierungsrate lag 2011 bei 87,46 %.
Daund ist ein sehr wichtiger Eisenbahnknotenpunkt, der als Haltepunkt für Züge in Richtung Süden von Mumbai, Gujarat, Madhya Pradesh und Rajasthan als Ausgangs bzw. Zielort nach Nordindien dient.